# Ухтомский, Василий Иванович

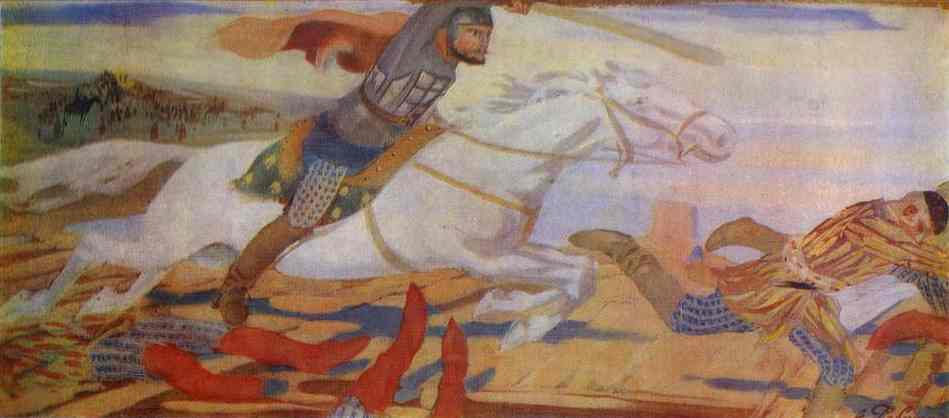
А. П. Рябушкин. Князь Ухтомский Василий в битве с татарами на Волге в 1469 году. Третьяковская галерея.

Князь Васи́лий Ива́нович Ухто́мский по прозванию Большой — русский государственный и военный деятель, воевода во времена правления Ивана III Васильевича.
Из княжеского рода Ухтомские. Старший из трёх сыновей последнего удельного князя, родоначальника княжеского рода Ухтомские — князя Ивана Ивановича имевшего прозвание в связи с владением Ухтомского надела и которому после смерти бездетного  брата, князя Фёдора Ивановича Карголомского, отошла Карголомская волость. Имел братьев, князей: Ивана по прозванию "Волк" и Василия имевшего два прозвания: "Меньшой" и "Капля" в 1481 году дьяка князя Андрея Васильевича Вологодского Меньшого, подвергнут в 1483 году торговой казни, за подделку духовного завещания князя Вологодского.

## Биография
Во время Казанского похода 1469 года был воеводой северной рати. Отличился в боях с казанскими татарами, по словам Устюжской летописи, «А устюжане бились. А князь Василей Ухтомской бился ж и бил их <казанцев>, скачючи по судом, ослопом». «Главные из Вождей Московских пали мертвые; другие были ранены или взяты в плен; но князь Василий Ухтомский одолевал многочисленность храбростию: сцеплялся с Ибрагимовыми судами, разил неприятелей ослопом и топил их в реке» (Н. М. Карамзин). Во время отступления с малыми потерями увел свои войска к Нижнему Новгороду. В 1469 году воевода в Пустозерске. В 1500/06 годах упомянут послухом в разъезжей грамоте князей Ивана Владимировича Согорского и князя Ивана Ивановича Ухтомского по прозванию "Волк", которые владели своими землями в Пошехонье, Белозерского уезда.

## Семья
От брака с неизвестной имел пятеро сыновей, князей: Семёна, Ивана Пенка (ум. 1506), бездетного Фёдора Брюхо, бездетного Юрия и бездетного "Леваша" (христианское имя неизвестно, но который везде ставится, как особое лицо, после других сыновей).

## Критика
В "Российской родословной книге" П.В. Долгорукова у отца указано четыре сына (все кроме князя Леваша). По П.Н. Петрову, отец имел пять сыновей, что подтверждает поколенная роспись князей Ухтомских поданных в 1682 году в Палату родословных дел.